# Rhyncholampas pacificus
Rhyncholampas pacificus is een zee-egel uit de familie Cassidulidae.
De wetenschappelijke naam van de soort werd in 1863 gepubliceerd door Alexander Agassiz.